# Frontera entre França i Tuvalu
La frontera entre França i Tuvalu es completament marítima i es troba a l'oceà Pacífic. Delimita la zona econòmica exclusiva entre els dos països, concretament la Col·lectivitat d'ultramar francesa de Wallis i Futuna de les illes de Tuvalu a la Polinèsia.
La frontera es va establir provisionalment el 1985 per un acord en la forma d'un intercanvi de notes entre, d'una banda, l'ambaixada de França a Tuvalu (resident a Suva, capital de l'estat veí de Fiji) el 6 d'agost de 1985, i en segon lloc, el Ministeri d'Afers Exteriors de Tuvalu, el 5 de novembre, data d'entrada en vigor. Les dues parts van acordar reconèixer el principi d'una línia equidistant com s límit de referència, a l'espera d'una delimitació més precisa.